# Walentin Iliew
Walentin Iliew Iwanow (bulgarisch Валентин Илиев Иванов, wiss. Transliteration Valentin Iliev Ivanov; * 11. August 1980 in Knescha) ist ein ehemaliger bulgarischer Fußballspieler. 

## Karriere

### Verein
Iliew begann im Jahr 1992 mit dem Fußballspielen beim FC Botew Wraza. Dort stieg er im Jahr 1998 in den Kader der ersten Mannschaft auf, die seinerzeit in der W AFG, der dritthöchsten bulgarischen Spielklasse, vertreten war. Nach drei Jahren verpflichtete der ukrainische Klub Metalurh Saporischschja aus der Wyschtscha Liha. In Saporischschja konnte Iliew sich nicht durchsetzen und kam in drei Jahren lediglich auf 21 Einsätze. Er kehrte im Jahr 2004 nach Bulgarien zurück und unterschrieb beim Spitzenklub ZSKA Sofia. Bei ZSKA hatte er die erfolgreichste Zeit seiner Laufbahn. Die Saison 2004/05 beendete der Klub als bulgarischer Meister, wobei er in gut der Hälfte der Spiele mitwirken konnte. Auch in den folgenden Jahren wurde er regelmäßig eingesetzt, konnte sich aber nicht dauerhaft als Stammspieler etablieren. Im Jahr 2006 gewann er den bulgarischen Pokal sowie in den Spielzeiten 2005/06 und 2006/07 die Vizemeisterschaft hinter dem Lokalrivalen Lewski Sofia.
In der Winterpause 2007/08 erhielt Iliew ein Angebot vom russischen Klub Terek Grosny und wechselte in die Premjer-Liga. Bei Terek wurde er zum Stammspieler und schaffte mit dem Klub sowohl in der Saison 2008 als auch in der Spielzeit 2009 den Klassenerhalt. Nach Saisonende verpflichtete ihn der rumänische Erstligist FC Universitatea Craiova. Dort konnte der in der Rückrunde 2009/10 drei Tore zum Klassenerhalt seines Teams beisteuern. Nach dem zehnten Spieltag der Saison 2010/11 verletzte er sich in einem Länderspiel gegen Wales und kam in der Hinrunde nicht mehr zum Einsatz. Zur Rückrunde nahm ihn der Ligakonkurrent Steaua Bukarest unter Vertrag, er kam aber lediglich auf vier Einsätze und hatte so nur geringen Anteil am Pokalsieg 2011. In der Spielzeit 2011/12 wurde er zum Stammspieler. Nach Saisonende verließ er den Klub zum ukrainischen Erstligisten Wolyn Luzk. Ein Jahr später kehrte er zu ZSKA Sofia zurück. ZSKA führte er als Mannschaftskapitän in der Saison 2013/14 zur Vizemeisterschaft. Im Oktober 2014 verletzte er sich und kam im weiteren Verlauf der Spielzeit 2014/15 nur noch auf vier weitere Einsätze. Im Sommer 2015 wurde sein Vertrag bei ZSKA nicht verlängert. Ende September 2015 holte ihn CS Universitatea Craiova zurück nach Rumänien. Dort kehrte er im Laufe der Hinrunde 2015/16 als Stammspieler zurück. Im Sommer 2016 beendete er seine Karriere.

### Nationalmannschaft
Iliew bestritt zwischen 2005 und 2012 insgesamt 24 Spiele für die bulgarische Fußballnationalmannschaft.

## Erfolge
- Bulgarischer Meister: 2005
- Bulgarischer Pokalsieger: 2006
- Rumänischer Pokalsieger: 2011